# 田中美央
田中美央（日语：田中 みお，羅馬化：Tanaka mio，1968年11月27日—），日本前模特兒、演員。出生於東京都豐島區池袋。

## 生平
1982年9月，寫真集《ROMANCE Part2》正式出版。一名化名為「少女M」的少女裸體模特兒於此作中首度亮相，那就是田中美央。她於後來指出，少女M的「M」是取自「未成年」（日语： Miseinen）的首個發音。那時田中美央還只有13歲。她的叔母任職於出版行業，而她成為模特兒的原因也在於此：她在事務所遊玩時，被在場的攝影師邀請擔任模特兒。她的化名「少女M」是叔母取的，靈感源自於新聞在報導未成年人事件時所用到的化名「少女A」。
1982年的後半年正值蘿莉塔熱潮的高峰，這段時期的少女裸體寫真集很多都包含少女的無毛陰部照片，這部寫真集也不為例外（一個月後推出了普及版）。不過她的有關照片卻掀起了爭議。在當時眾多的日本少女裸體寫真集当中，模特兒的陰裂一般都是閉合的，但她即使以直立姿勢拍攝，小陰唇還是會露了出來，而且可從中看出一定程度的色素沉澱。於是一些重度狂熱者的腦海便浮現各種各樣的猜測，比如虛報年齡、幼兒時就已有自慰的習慣、跟自己的家人發生過性關係。她的評價也因此較為兩極。
1983年6月，新推出的寫真視頻《少女M 13歲》（少女M・13歳）成為了搶手之物。它亦是後來眾多少女影片的先軀。這部視頻帶動了之前3本寫真集和2部寫真影片的銷量，最終創造了4億日元的營收記錄。
此外她還在其他雜誌上登場，比如《週刊Playboy》、《寫樂》（写楽）、《平凡PUNCH》（平凡パンチ）、《GORO》、《影片男孩》（ビデオボーイ）、《ACTRESS》、《行動相機》（アクションカメラ）。
1984年7月14日，由她擔任主角的電影《碎片愛情故事》（スクラップ・ストーリー ある愛の物語）正式上映。主題曲同由她主唱。在拍攝這部電影的床戲時，由於她一直不懂如何露出該有的表情，故監督若松考二只好偷偷捏著她的腳，讓她在自然表露出扭曲的表情的情況下進行拍攝。她對此解釋道：「由於沒親身體驗過這回事，故不知怎樣演出才好」。她憑著這部電影，獲得了報知電影獎新人賞提名。當時她還表示：「我不那麼懂看人的臉色。不管別人在想什麼，自己想做的話就會去做。忍耐什麼的對我而言還是免了。我就是這種跟典型偏執狂差不多的人」。
接著她按著《週刊Playboy》上的讀者建議，改名為田中美央，以這名義繼續從事演員和歌手的工作。1985年7-8月，她於新宿RUIDO和濱谷TAKE OFF 7舉辦決別少女M之名現場音樂會，終計開了4場。
1985年11月7-10日、田中美央於舞台劇《快樂垃圾城》（ハッピージャンク・シティ）當中擔任主角。
田中美央之後出演了幾部電影和電視劇，不過到了1990年代，她就開始銷聲匿跡，最後一次為人所知的活動就是為《週刊Playboy》（1990年4月17日號）拍攝寫真。事務所表示，由於她厭倦了藝能活動，故選擇退出藝能界。

## 人物
家中有姊弟妹各最少一名。此外，以「少女M的妹妹」之名作宣傳的模特兒，實際上並非她的親妹，而是表妹。
興趣是閱讀和桌球，擅於無潛水服潛水。此外她喜歡打網球、高爾夫球、劍道、游泳。她亦是The Checkers的粉絲。

## 出演作品

### VHS及LD影片
| 日期          | 名稱 | 製作             |
| ------------- | ---- | ---------------- |
| 1983年        |      | 日本視頻映像（日本ビデオ映像） |
| 1983年        |      | 宇宙企劃         |
| 1984年        |      | 日本古倫美亞     |
| 1984年        |      | 日本古倫美亞     |
| 1984年        |      | 日本家庭录像公司 |
| 1984年9月21日 |      | 日本家庭录像公司 |
| 1985年        |      | 日本古倫美亞     |
| 1988年        |      | 笠倉出版         |

### 電視劇
| 日期   | 名稱 | 電視台     |
| ------ | ---- | ---------- |
| 1984年 |      | 朝日電視台 |
| 1986年 |      | 朝日電視台 |
| 1986年 |      | 日本電視台 |
| 1986年 |      | TBS電視台  |
| 1987年 |      | 朝日電視台 |

### 電影
| 日期   | 名稱   | 監督     | 製作             |
| ------ | ------ | -------- | ---------------- |
| 1984年 |        | 若松孝二 |                  |
| 1986年 | 落葉樹 | 新藤兼人 | 近代電影協會     |
| 1987年 |        |          | 日活             |
| 1987年 |        | 今村昌平 | 東映             |
| 1989年 |        | 若松孝二 | 東映クラシックス |

### 出版
| 日期         | 名稱                 | 出版社     |
| ------------ | -------------------- | ---------- |
| 1982年       | ROMANCE Part2        |            |
| 1982年       | ROMANCE Part2 普及版 | 竹書房     |
| 1984年       |                      | 英知出版   |
| 1985年       |                      | 集英社     |
| 1985年       |                      | 英知出版   |
| 1992年       | 25SCANDAL            |            |
| 1988年       |                      | 近代映画社 |
| 1985年7月1日 |                      | 山手出版   |

### 音樂唱片
| 日期   | 名稱 | 出版           |
| ------ | ---- | -------------- |
| 1985年 |      | 日本コロムビア |